# 萬錦道
萬錦道（英語：Markham Road）是加拿大安大略省多倫多的一條南北向主幹道，限速為60公里/小時，截至2010年，車流量為每日54,000輛。該道路由安大略湖延伸至士刁士東路，並進入約克區，轉為萬錦市的約克68號區道。
萬錦道上主要是住宅區，包括房屋以及私人及公共公寓。路上亦有一些商業場所，例如松柏坡商場。萬錦道及約克68號區道沿線仍保留一些舊的省道標識。

## 運輸
萬錦道由多倫多公車局102號萬錦道巴士線提供巴士服務。該線路巴士從地鐵華登站出發，終點站位於士刁士東路。其102D支線的終點站則位於萬錦市的麥健時少校徑。據2008年數據，102號巴士線每日的客流量約為17,500人次。

## 地標
- 松柏坡書院（英语：Cedarbrae Collegiate Institute）
- 松柏坡商場（英语：Cedarbrae Mall）
- 百年理工學院進德校區

## 外部連結
- Google Maps of Markham Road